# Anna Maria Falconbridge
Anna Maria Falconbridge, född 1769, död 1835, var en brittisk brevskrivare. Hon är känd för de brev hon lät ge ut som en reseskildring av sina två resor - 1788 och 1792 - till Sierra Leone med sin make, abolitionisten Alexander Falconbridge. Hennes brev beskriver den samtida transatlantiska slavhandeln och är den första skildringen av en resa till Afrika av en brittisk kvinna.  